# 루시언 프로이드
루시언 마이클 프로이드(영어: Lucian Michael Freud, OM, CH, 1922년 12월 8일~2011년 7월 20일)는 독일에서 태어난 영국의 사실주의 화가로, 저명한 심리학자이자 정신과 의사였던 지그문트 프로이트의 손자이다.

## 생애
프로이드는 유대인으로, 1922년 독일의 수도 베를린에서 아버지인 건축가 에른스트 루트비히 프로이트(Ernst Ludwig Freud)의 차남으로 태어났다. 그의 가족은 1933년, 나치의 탄압을 피해 영국으로 이사하며 1939년 영국 국적을 취득한다. 그는 데번의 다팅턴 홀 학교에 재학했으며 나중에는 브리앤스턴 학교에 재학했다. 그 이후 그는 런던에 있는 샌트럴 미술학교와 골드스미스 컬리지에서 미술을 공부했다.

## 작품 스타일 및 활동
초기의 그의 작품들은 초현실주의의 성향을 많이 보이는데, 사람과 식물, 가구 등을 독특한 방식으로 나열한 그림을 그렸다. 이 때의 그는 비교적 물감을 얇게 펴바르는 방식을 사용했다. 1950년대에 이르러 그는 초상화와 누드를 그리게 되었는데, 이 때부터 그는 두껍게 칠하는 기법을 사용하기 시작했으며 이 기법이 그만의 독특한 스타일의 바탕이 되었다. 이러한 터치법을 사용하면서부터 프로이드는 단 한 번의 붓터치 후에도 꼭 붓을 씻어내야 할 정도였다. 이 시기의 그의 작품들의 색감은 부드러우며 채도가 낮다는 것이 특징이다. 그는 초상화를 그릴 때에는 앉아 있는 사람만을 그렸다. 그가 그리는 초상화의 모델들은 대다수가 그의 주변인물로, 친구, 가족, 동료 화가들, 애인, 혹은 아이들이었다.
루시언 프로이드는 주로 인물화와 초상화를 그려왔는데, 사실적이면서도 그만의 독특한 강박적인 묘사가 타 사실주의 작품들과 다른 개성을 갖고 있다. 대체로 그의 작품은 고독하고 밝은 색감에 날카로우며 세심한 형태의 표현주의 작품들이 많다. 그가 가장 좋아하는 주제는 인물이지만 간간히 나타나는 도시풍경이나 정물 등을 보면 회화 매체에 대한 프로이드의 숙련도가 얼마나 뛰어난지 알 수 있다.
프로이드의 무정하고 비전통적인 누드 작품들은 충격적이어서 전시중에는 미성년자에게 관람이 금지된 작품들도 있다. 인간의 얼굴에 초점을 둔 그의 작품들은 종종 육체적인 추함을 묘사함으로써 그야말로 가장 인간적인 면을 드러내곤 한다.
" 보통 나는 사람들 얼굴의 감정을 담고자 노력한다. 나는 사람들의 몸을 통해서 내 감정을 표현하고 싶기 때문이다. 나는 오직 얼굴만 그렸었는데 마치 얼굴에 집착하는 것처럼 느껴졌기 때문이다. 마치 내가 그것들의 팔다리가 되고 싶은 것처럼..." - 루시언 프로이드
그는 1951년에 그린 <패딩턴 실내(Interior at Paddington)>로 상을 받으며 두각을 나타내었으며 이후 가장 영향력 있는 21세기 사실주의 화가의 한 사람이라는 평가를 받았다. 그는 예술성과 상품성을 두루 갖추고 있으며 그의 최근 작품들은 1차 시장 가격이 약 30억~150억 원에 달한고 60~70년대의 작품들은 사적인 거래에서 약 200억 원 정도에 거래되고 있어 생존 작가로서는 기록적인 가격대를 형성하고 있다.
프로이드의 기존 최고가 작품은 경매 가격을 기준으로 415만 파운드(약 77억원)로, 2005년 2월 런던 크리스티 경매에서 팔린 <의자에 앉은 붉은 머리칼의 남자(Red Haired Man on a Chair)>(1962~63년작)이며, 2002년에 그려진 영국 출신의 슈퍼모델 케이트 모스의 임신 당시를 그린 극사실주의 화법의 누드화 <나체 초상화 2002(entitled-naked Portrait 2002)>가 2005년 2월, 런던 크리스티 경매에서 392만 파운드(약 76억원)에 팔렸다. 뉴욕 경매에서 기존 최고 낙찰가 기록은 <넓은 실내 W11(와토를 따라서)Large Interior W11(After Watteau)>가 보유하고 있는 583만 달러(약 58억원)로, 1998년 5월 뉴욕 소더비 경매에서 팔렸다.

## 서훈
- 1983년 컴패니언 오브 아너(Order of the Companions of Honour, CH)
- 1993년 오더 오브 메리트(Order of Merit, OM)